# MARTadero

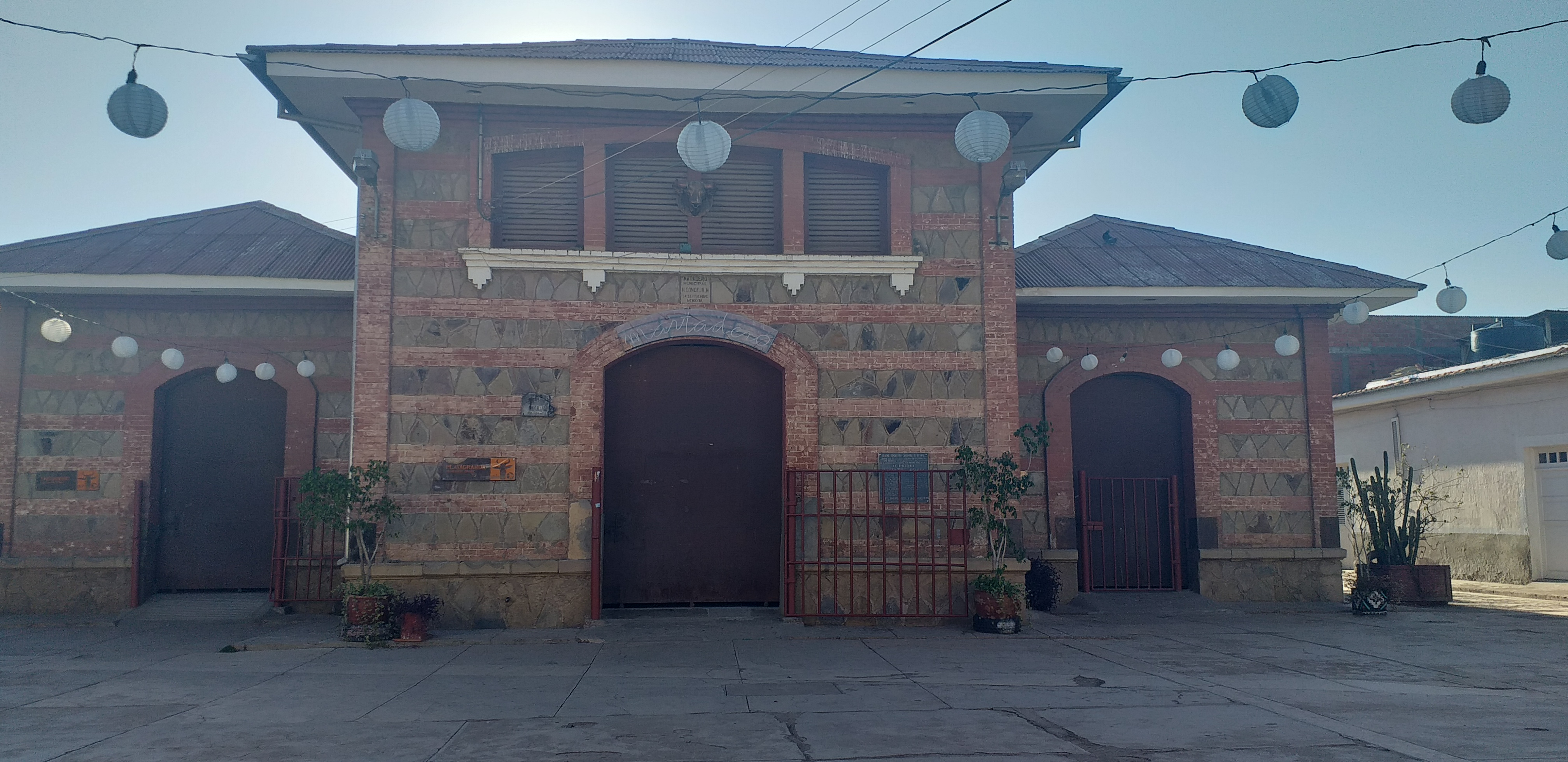
Ingreso al mARTadero

mARTadero, es un centro cultural ubicado la ciudad de Cochabamba, Bolivia. Es un espacio de desarrollo social a través del arte y la cultura. Fue fundado en  2005. Trabaja diferentes áreas como artes escénicas, artes visuales, arquitectura, audiovisual, interacción social, letras y música, tiene amplios espacios para diferentes tipos de actividades. Funciona en el espacio del ex-matadero municipal que fue cedido en concesión durante 30 años mediante una ordenanza municipal a la asociación de artistas N.A.D.A. (Nodo Asociativo para el Desarrollo de las Artes)

## Historia
El Centro cultural inició sus actividades en las instalaciones del antiguo matadero municipal, éste edificio fue construido en 1924 y fue cerrado en 1992 a solicitud de los vecinos del barrio de Villa Coronilla en la Gaceta Municipal de 14 de septiembre de 1884 se encuentra una referencia a su estado:
“Este establecimiento que por su naturaleza esta obligado a ofrecer garantías de salubridad al publico, es hoy, merced al descuido de los empresarios y a la indolencia de la policía, un foco de infecciones, que nos dará muy buena primavera; el canal que conduce del establecimiento al río las sustancias pútridas, está en un estado deplorable. De desear fuera que el concejo municipal procurara el estricto cumplimiento de las obligaciones estipuladas por los contratistas, por que se nota en el mercado, que la carne que se vende es de mala calidad, lo que indica que las reses están enfermas o flacas.”
En 1992 el edificio dejó de acoger las operaciones del matadero, en la década de 2000 surgió un grupo de artistas que propusieron tomar a su cargo la infraestructura con un proyecto cultural que resignificara el lugar como un lugar de vida. El Gobierno Municipal aceptó la solicitud y se les otorgó la administración del espacio de alrededor de 30.000 metros cuadrados de superficie

## Actividades
Entre las actividades que ha apoyado de manera continua se encuentra el Concurso Nacional de Arte Contemporáneo, CONART,  éste evento nació de manera con y la Bienal de Arte Urbano Cochabamba que hasta 2013 lleva 10 ediciones y ha contado con la participación de más de 100 artistas de diferentes países que han intervenido con arte la ciudad de Cochabamba.

## Reconocimientos
En mayo de 2012 el proyecto fue reconocido por la Organización de Estados Americanos como una practica cultural exitosa en el marco del Año Interamericano de las Culturas. Algunos elementos destacados en el reconocimiento son: